# Инариярви
И́нариярви, И́нари (фин. Inarijärvi, северносаам. Anárjávri, инари-саам. Aanaarjävri, колтта-саам. Aanarjäuʹrr, швед. Enare träsk, норв. Enaresjøen) — озеро в северо-восточной части Лапландии в области Лапландия Финляндии. Является третьим по величине озером в Финляндии. Расположено севернее полярного круга.
Расположено на высоте 118,7 над уровнем моря. Площадь 1040,28 км². Глубина до 92 метров.
На озере расположены населённые пункты Партакко, Вяюля, Инари, Коппело и др.

## География

### Географическое положение и размеры котловины
Берег озера заболочен, сильно изрезан.

### Притоки и сток
Впадает более 20 рек, крупнейшие из которых Ютуанйоки и Ивалойоки.
Вытекает река Патсойоки (Паз, бассейн Баренцева моря).
Когда в 1948 году СССР возобновил регулирование Инари после восстановления разрушенной во время Второй мировой войны Янискоски ГЭС и регулирующей плотины Нискакоски на реке Паз, то уровень воды озера подняли по сравнению с природным, что привело к масштабной эрозии берегов. Это привело к сокращению вылова рыбы в озере. В середине 1960-х годов объем вылова упал настолько, что озеро потеряло свое промысловое значение. В СССР была построена Кайтакоски ГЭС на шесть километров ниже по течению реки Паз. 29 апреля 1959 года между Финляндией, Норвегией и СССР было подписано соглашение о регулировании режима озера Инари с помощью плотины Кайтакоски ГЭС, которое возлагало часть обязательств по возмещению ущерба рыбным запасам в результате регулирования на СССР.
Предметом соглашения является контроль за уровнем воды в находящемся на территории Финляндии озере Инари и вытекающей из него реке Паз, проходящей по территории Финляндии, России и Норвегии.
На реке расположено семь гидроэлектростанций, из которых пять объединены в каскад Пазских ГЭС ОАО «ТГК-1» и две входят в энергетический комплекс Норвегии. Регулирующей станцией водной системы является ГЭС Кайтакоски — первая из станций Пазского Каскада, оказывающая непосредственное влияние на уровень воды, необходимый для функционирования гидроэлектростанций, расположенных ниже по течению.
Для оперативного решения вопросов, возникающих в ходе работы сложного гидроэнергетического комплекса, создана трехсторонняя комиссия. В числе её основных задач — разработка и контроль выполнения графиков сброса воды из Инариярви, а также координация работ по ремонту оборудования на российских и норвежских ГЭС. В феврале 2012 года на российско-финско-норвежской встрече энергетиков подписан протокол, согласно которому с 20 февраля 2012 года управление водным режимом озера передано «Центру экономического развития, транспорта и окружающей среды Лапландии» (Рованиеми, Финляндия).

### Лёд
Замерзает с ноября по март.

### Острова и полуострова
На озере 3318 островов, наиболее известные — Хаутуумаасаари (остров-кладбище), который служил кладбищем для древних саамов, и Уконкиви (камень Укко), место жертвоприношений древних жителей Лапландии. Остров Уконкиви — кандидат в Список объектов Всемирного наследия ЮНЕСКО в Финляндии.

## Фотографии

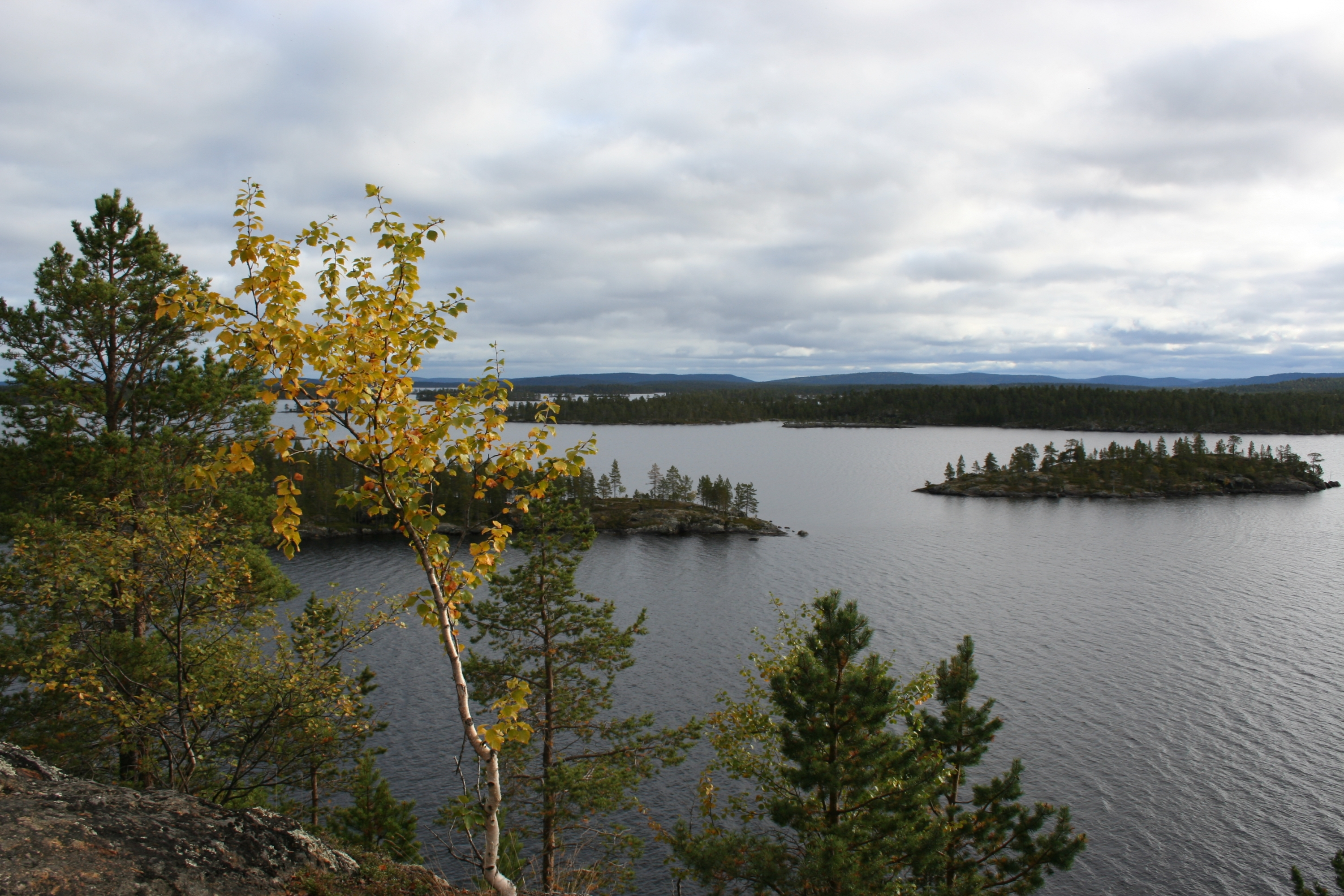
Вид на озеро (2008)
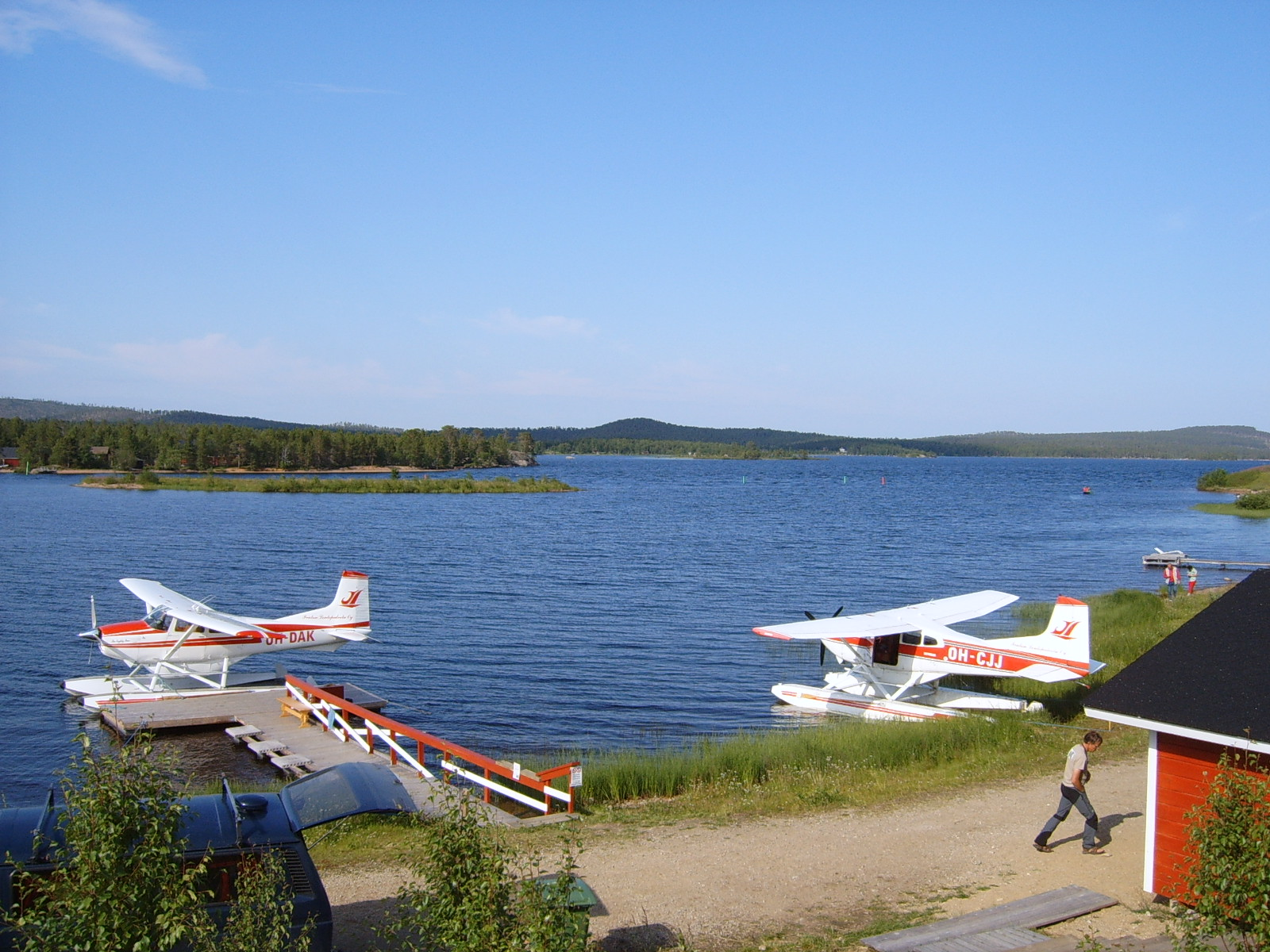
Гидросамолёты Ivalon Lentopalvelu Oy[11] (2005)
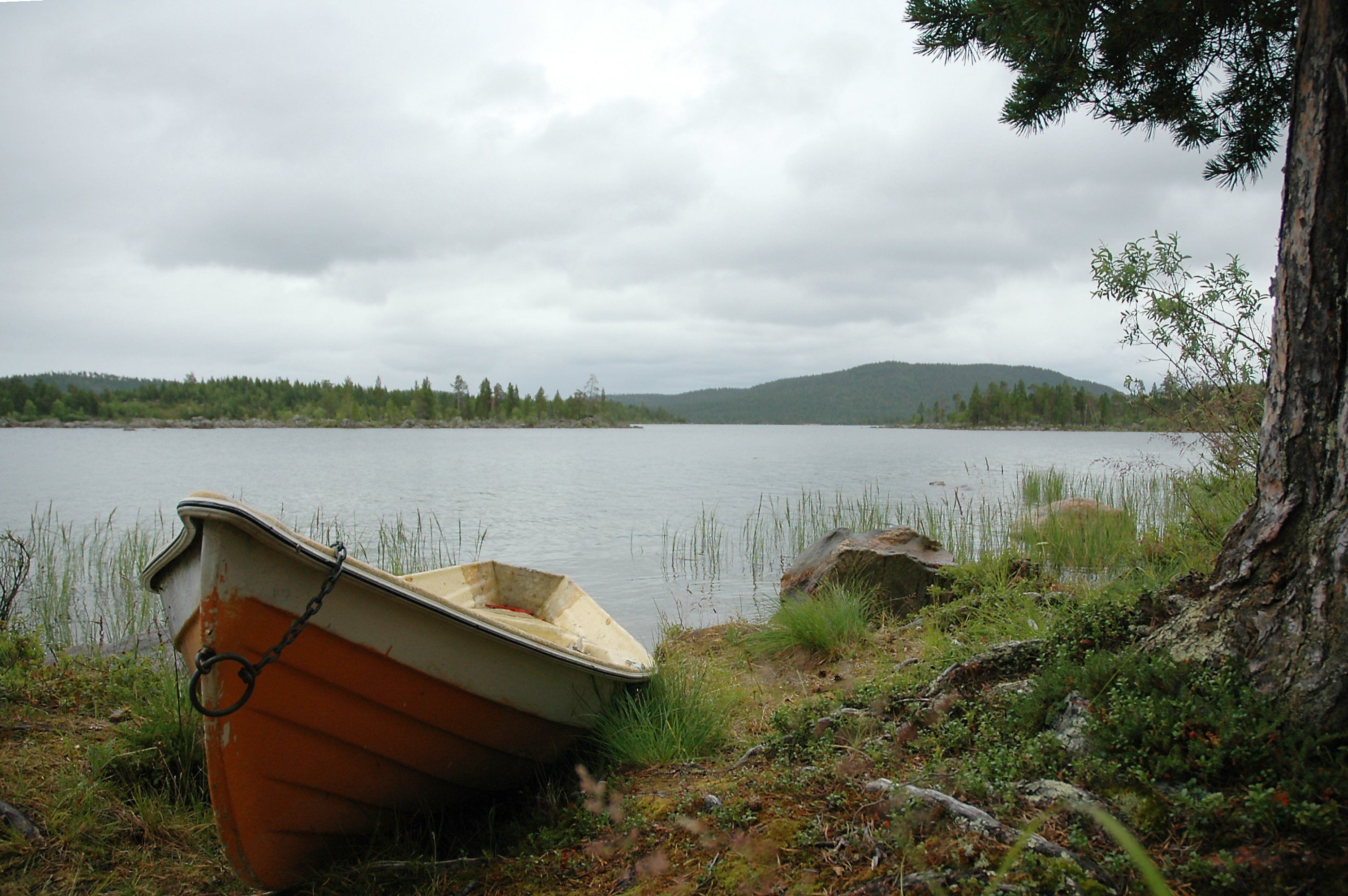
Вид на озеро (2006)